# The Thief (filme de 1952)
The Thief (bra: O Ladrão Silencioso; prt: O Espião Invisível) é um filme noir norte-americano de 1952, dos gêneros espionagem e noir, dirigido por Russell Rouse.
É o terceiro de uma série de seis clássicos filme noir produzidos por Rouse com seu parceiro roteirista Clarence Greene. O filme é incomum por não trazer diálogos e certamente depende da forte performance dramática do protagonista Ray Milland e da música de Herschel Burke Gilbert que praticamente o regeu.

## Elenco
- Ray Milland ... Allan Fields
- Martin Gabel ... Bleek
- Harry Bronson ... Harris, agente do FBI
- Rita Vale ... srta. Philips, espiã
- Rex O'Malley ... Beal, espião
- Rita Gam ... garota
- John McKutcheon ... dr. Linstrum
- Joe Conlin ... Walters

## Sinopse
Dr. Allan Fields é um físico nuclear membro da Comissão de Energia Atômica dos Estados Unidos em Washington. Mas secretamente é também um espião soviético que tira fotografias de documentos secretos com uma câmera fotográfica em miniatura Minox. O microfilme passa de mãos em mãos por uma rede de espiões até ser transportado de avião para o Cairo. Numa das remessas, porém, um espião sofre um acidente de trânsito e o microfilme é apanhado pela polícia e enviado ao FBI. Os agentes começam a investigar os participantes da Comissão e logo desconfiam de Fields, que é avisado pelos seus superiores e orientado a fugir.

## Recepção
Quando do lançamento, o crítico A. W. Weiler do The New York Times deu ao filme uma resenha positiva, escrevendo (em tradução livre, como as demais): "Clarence Greene e Russell Rouse, um par de empreendedores artesãos do cinema, tentam provar que alguns filmes são melhores vistos que ouvidos. O esforço é um bem-sucedido tour de force. Porque, genericamente falando, o deles é um melodrama de espionagem em que a linguagem poderia parecer redundante... além da novidade, The thief tem seu justo quinhão de atributos. A fotografia do cinegrafista Sam Leavitt, cujas câmeras capturam as luze de locais reais e familiares, locações em Washington e New York, contribuem fortemente para a tensão da caçada. A trilha sonora de Herschel Gilbert é insidiosamente sugestiva ao criar atmosfera e também marcar emoções dos protagonistas. E, sobretudo, Russell Rouse, que também dirige, consegue uma sensível e elevada performance de Ray Milland no papel principal".
A equipe da Revista Variety também criticou positivamente. Eles escreveram: "Isto tem uma abordagem pouco comum para uma narrativa (uma completa ausência de diálogos), uma boa trama de espionagem e uma enérgica performance de Ray Milland. O filme não é sem som. O burburinho da cidade ocupada é o ponto de cacofonia, o som estridente das campainhas de telefone desempenha um papel importante e, sobretudo, existe a trilha sonora de Herschel Burke Gilbert, por vezes usada com insistência para construir uma sensação melodramática e por outras para enfatizar suavemente e clarear a ação seca dos personagens".
Mais recentemente, o crítico Dennis Schwartz deu ao filme uma resenha mista. Ele escreveu: "Russell Rouse (The Oscar) dirigiu e co-escreveu esse único mas tedioso suspense de espionagem ambientado em Nova Iorque...O que temos é uma porção de clima tenso através do excelente visual sombrio propiciado pelo cinegrafista Sam Leavitt. É mostrado um solitário e alienado antipático homem em fuga, que está preso num mundo de sombras caóticas mas não é desenvolvido seu caráter daí nós nunca nos preocuparmos com sua situação como uma história de interesse humano".

## Prêmios e indicações
Oscar (1953)
- Indicado na categoria Melhor Trilha Sonora (Drama ou Comédia)

Golden Globe (1953)
- Indicado nas categorias:
  - Melhor fotografia em branco e preto
  - Melhor filme de drama
  - Melhor ator de filme dramático (Ray Milland)
  - Melhor roteiro
  - Revelação feminina (Rita Gam)